# Großblütige Bergminze
Die Großblütige Bergminze (Clinopodium grandiflorum) ist eine Pflanzenart innerhalb der Familie der Lippenblütengewächse (Lamiaceae).

## Beschreibung

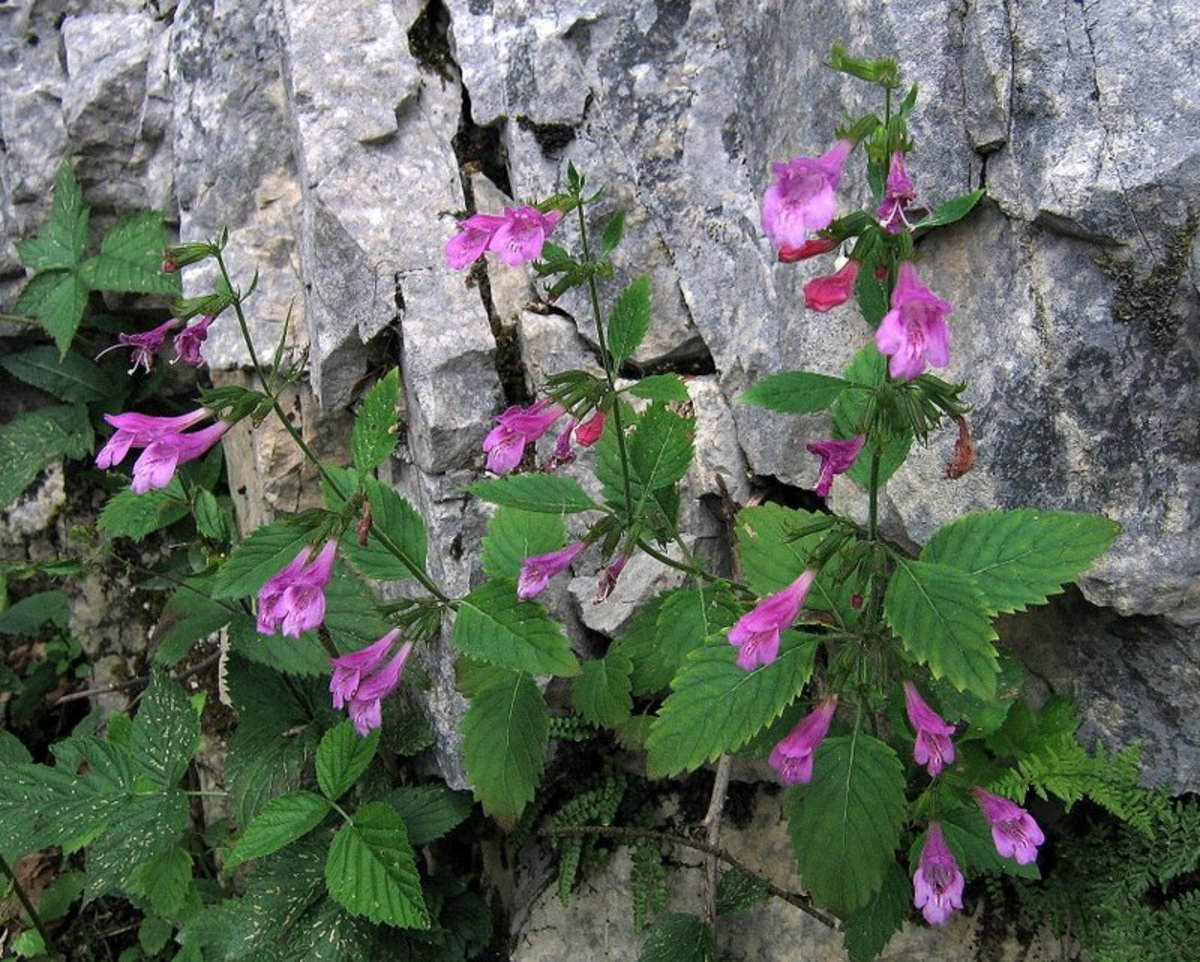
Habitus, gegenständige Laubblätter und Blütenstände

### Vegetative Merkmale
Die Großblütige Bergminze wächst als ausdauernde krautige Pflanze, die Wuchshöhen zwischen 20 und 60 Zentimetern erreicht. Alle Pflanzenteile sind spärlich behaart. Der beblätterte Stängel wächst aufsteigend bis aufrecht. Die kreuzgegenständig angeordneten Laubblätter sind in Blattstiel sowie Blattspreite gegliedert. Sie messen 3 bis 8 Zentimeter in der Länge und 2 bis 5 Zentimeter in der Breite. Die Form variiert von eilänglich bis rundlich.  Der Blattrand ist grob gesägt oder gezähnt. Auffallend ist der zitronenähnliche Duft.

### Generative Merkmale
Die Blütezeit erstreckt sich von Juni bis Oktober. Die gestielten Blüten stehen einzeln oder zu zweit bis fünft in Zymen zusammengefasst. Die Länge des Stiels der Zyme entspricht in etwa der des Stiels der Tragblätter.
Die zwittrige Blüte ist zygomorph mit doppelter Blütenhülle (Perianth).  Der fast kahle, 11-nervige, röhrige Kelch misst 9 bis 14 Millimeter in der Länge. Er ist an der Spitze in zwei Lippen geteilt. Während die Oberlippe drei Zähne aufweist, besitzt die längere, lang bewimperte Unterlippe zwei Zähne. Die Kelchröhre ist gerade. Die dunkelrosafarbene Krone ist etwa 25 bis 40 Millimeter lang. Ihre Röhre wächst gerade. Der Kronsaum ist zweilippig entwickelt und in eine ausgerandete Oberlippe und eine dreilappige Unterlippe differenziert. Der Mittellappen der Unterlippe ist deutlich größer als die seitlichen Lappen. Die vier zusammenneigenden Staubblätter ragen nicht aus der Kronröhre heraus.
Die Chromosomenzahl beträgt 2n = 22.

## Vorkommen
Das Verbreitungsgebiet der Großblütigen Bergminze erstreckt sich vom nordöstlichen Spanien über Griechenland, die Türkei und dem Kaukasusraum bis zum westlichen Iran. In Österreich kommt sie nur in Südost-Kärnten sowie als Neophyt in Oberösterreich vor. In der Schweiz liegen die Hauptvorkommen im Tessin, in Graubünden und im Berner Oberland.
Als Standorte werden feuchte Wälder, Gebüsche und steinige Orte bevorzugt. Sie wächst in Höhenlagen von 300 bis 2450 Metern.
Die ökologischen Zeigerwerte nach Landolt & al. 2010 sind in der Schweiz: Feuchtezahl F = 3+ (feucht), Lichtzahl L = 2 (schattig), Reaktionszahl R = 3 (schwach sauer bis neutral), Temperaturzahl T = 3 (montan), Nährstoffzahl N = 3 (mäßig nährstoffarm bis mäßig nährstoffreich), Kontinentalitätszahl K = 4 (subkontinental).

## Systematik
Die Großblütige Bergminze wurde 1753 von Carl von Linné in Species Plantarum unter dem Basionym Melissa grandiflora L. erstveröffentlicht. Carl Kuntze stellte sie 1891 als Clinopodium grandiflorum (L.) Kuntze in die Gattung Clinopodium. Weitere wichtige, oft verwendete Synonyme sind Calamintha grandiflora (L.) Moench (in enger Gattungsauffassung) und Satureja grandiflora (L.) Scheele (in weiter Gattungsauffassung). In neuerer Zeit wird eine weit gefasste Gattung Satureja als polyphyletisch angesehen und die Gattung Calamintha zu Clinopodium gestellt. Diese Auffassung wird auch durch die Ergebnisse molekularsystematischer Untersuchungen bestätigt. Sie wird deshalb seit 2015 auch als Drymosiphon grandiflorus (L.) Melnikov in die Gattung Drymosiphon gestellt.
Man kann folgende Unterarten oder Varietäten unterscheiden:
- Clinopodium grandiflorum subsp. baborense (Batt.) Govaerts (Syn.: Drymosiphon grandiflorus var. parviflorus (Coss.) Melnikov): Sie kommt in Marokko und in Algerien vor.[12]
- Clinopodium grandiflorum subsp. grandiflorum (Syn.: Drymosiphon grandiflorus var. grandiflorus): Sie kommt vom Mittelmeergebiet bis zum nördlichen Iran, im südlichen Mitteleuropa und in Südosteuropa vor.[12]

Dazu wird unterschieden:
- Drymosiphon grandiflorus var. hirtellus Melnikov: Diese Varietät kommt in der Türkei vor.[12]

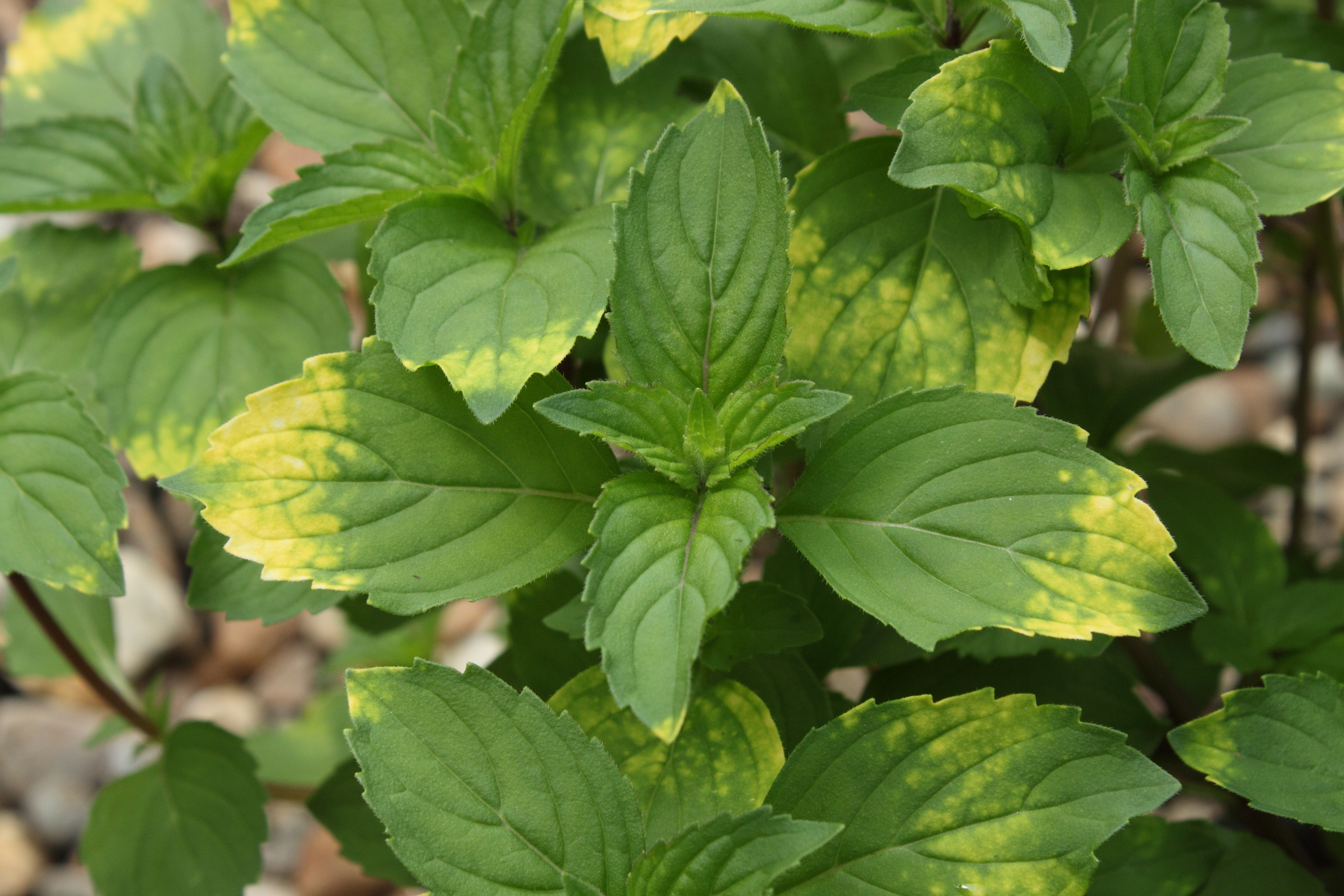
Cultivar ‘Variegata’

## Verwendung
Die Großblütige Bergminze wird gelegentlich als Zierpflanze in Gehölzgruppen verwendet. Sie ist seit etwa 1576 in Kultur. Bekannt ist die Sorte ‘Variegata’, die sich durch panaschierte Laubblätter auszeichnet.

## Belege
1. 1 2 3 4  
Calamintha grandiflora (L.) Moench In: Info Flora, dem nationalen Daten- und Informationszentrum der Schweizer Flora. Abgerufen am 13. März 2021.
2. 1 2 3 4  Xaver Finkenzeller, Jürke Grau: Alpenblumen (= Steinbachs Naturführer. Band 16). Mosaik, München 1985, ISBN 3-570-01349-9, S. 200.
3. 1 2  Manfred A. Fischer, Karl Oswald, Wolfgang Adler: Exkursionsflora für Österreich, Liechtenstein und Südtirol. 3., verbesserte Auflage. Land Oberösterreich, Biologiezentrum der Oberösterreichischen Landesmuseen, Linz 2008, ISBN 978-3-85474-187-9, S. 794.
4. 1 2 3 4  Eckehart J. Jäger, Friedrich Ebel, Peter Hanelt, Gerd K. Müller (Hrsg.): Exkursionsflora von Deutschland. Begründet von Werner Rothmaler. Band 5: Krautige Zier- und Nutzpflanzen. Springer, Spektrum Akademischer Verlag, Berlin/Heidelberg 2008, ISBN 978-3-8274-0918-8, S. 502.
5. ↑   Konrad Lauber, Gerhart Wagner: Flora Helvetica. Flora der Schweiz. Verlag Paul Haupt, Bern, Stuttgart, Wien, 1996, ISBN 3-258-05405-3, S. 878.
6. ↑  Carl von Linné: Species Plantarum. Band 2, Lars Salvius, Stockholm 1753, S. 292, Digitalisat
7. ↑  Carl Ernst Otto Kuntze: Revisio Generum Plantarum. Band 2, A. Felix, Leipzig 1891, S. 515, Digitalisat
8. 1 2  Clinopodium grandiflorum bei Tropicos.org. Missouri Botanical Garden, St. Louis
9. ↑  Clinopodium grandiflorum im Germplasm Resources Information Network (GRIN), USDA, ARS, National Genetic Resources Program. National Germplasm Resources Laboratory, Beltsville, Maryland.
10. ↑  R. M. Harley, S. Atkins, A. Budantsev, P. D. Cantino, B. J. Conn, R. Grayer, M. M. Harley, R. De Kok, T. Krestovskaja, R. Morales, A. J. Paton, O. Ryding, T. Upson: Labiatae. In: Joachim W. Kadereit (Hrsg.): The Families and Genera of Vascular Plants. Volume 7: Flowering plants, Dicotyledons. Lamiales (except Acanthaceae including Avicenniaceae). Springer, Berlin / Heidelberg / New York 2004, ISBN 3-540-40593-3, S. 239–242 (englisch, eingeschränkte Vorschau in der Google-Buchsuche).
11. ↑  Christian Bräuchler, Harald Meimberg, Günther Heubl: Molecular phylogeny of Menthinae (Lamiaceae, Nepetoideae, Mentheae) – Taxonomy, biogeography and conflicts. In: Molecular Phylogenetics and Evolution. Band 55, Nr. 2, 2010, S. 501–523, DOI:10.1016/j.ympev.2010.01.016.
12. 1 2 3 4 5  Drymosiphon grandiflorus. In: POWO = Plants of the World Online von Board of Trustees of the Royal Botanic Gardens, Kew: Kew Science, abgerufen am 23. April 2020.